# Christian Gobé
Pour les articles homonymes, voir Gobé.
Christian Gobé, né le 13 mai 1977 à Yaoundé, est un athlète handisport camerounais. Installé en Suisse, il y a également pratiqué le basket-ball en fauteuil roulant.

## Carrière
Il commence l'athlétisme à l'âge de quatre ans, après avoir acquis un handicap à la suite de complications liées à la poliomyélite. En 2000, Gobé émigre en Suisse et s'installe à Genève.
Il participe aux championnats du monde d'athlétisme 2006 à Assen, où il concourt à trois épreuves, soit le relais 4 x 400 m T53-54, où il termine sixième avec un temps de 3 min 33 s 50, le relais 4 x 100 m T53-54, où il termine huitième avec un temps de 57 s 56, et le 100 m T54, où il termine 18e avec un temps de 15 s 68. Il participe également à cinq épreuves lors des championnats du monde 2013 à Lyon. Il termine treizième au lancer du poids F54/55, avec un jet à 9,4 mètres, lui permettant de se classer au quinzième rang mondial, d'obtenir le record africain et de se qualifier pour les Jeux paralympiques d'été de 2016. Il obtient également la seizième place au lancer du disque F54/55/56, avec un jet à 25,26 m, et la 17e place au lancer du javelot, avec un jet à 17,29 m. Il est par ailleurs éliminé en demi-finale du 100 m T54, avec un temps de 15 s 65, ainsi qu'au 200 m, avec un temps de 28 s 77.
En dépit du fait qu'il soit admissible pour représenter la Suisse aux Jeux paralympiques, il prend la décision de représenter son pays natal car il pense que cela augmenterait ses chances d'y participer. Il devient aussi membre du Comité national paralympique du Cameroun en 2012. À l'occasion des Jeux paralympiques d'été de 2016 à Rio de Janeiro, unique représentant de la délégation camerounaise, il participe à l'épreuve du lancer du poids F55, où il termine à la huitième place, avec un meilleur jet à 10,28 mètres.
Gobé est également un joueur de basket-ball en fauteuil roulant ; il a notamment remporté la coupe suisse avec Les Aigles de Meyrin en 2006 et entraîné des équipes suisses.

## Palmarès
- Champion d’athlétisme du Cameroun entre 1998 et 2000[2].
- Champion d’Afrique francophone sur 100 m et 200 m en 2000[2] ;
- Vice-champion suisse sur 100 m, 200 m et 400 m entre 2007 et 2010[2] ;
- Médaille d'argent au lancer de poids au Grand Prix d'athlétisme handisport (Dubaï, 2014)[2]
- Médaille d'or au lancer du poids F54-57 lors des Jeux africains (Brazzaville, 2015)[1],[2]